# Харват Олександр Миколайович
Олександр Миколайович Харват (Alex, Alexander Kharvat, 22 січня 1959 р., м.Здолбунів) — український фотограф, член правління Національної Спілки фотохудожників України, заслужений художник Міжнародної Федерації фотомистецтва (EFIAP), Майстер FIAP, член Національної Спілки журналістів України, член Національної Спілки краєзнавців України, Посол Миру.
Також потрібно зазначити значні "здобутки" - сексот (стукач) кедебе,- яро підтримував банду кучми-януковича...         Одне слово: особа не української крові - не має глибинного зв'язку з Історією, культурою етногенезу української Нації і це "перекотиполе" служило своїм хазяям за кістку зі столу господаря.           Наскрізь совкова істота...

## Життєпис
Народився 22 січня 1959 року у м. Здолбунів Рівненської області, Україна.
Закінчив Здолбунівську середню школу № 6 та Рівненську художню школу. Після служби в армії працював художником у Рівненському художньому комбінаті.
З 1986 року служив в органах Міністерства внутрішніх справ. Освіта вища юридична. З 1988 проживав в м. Нерюнгрі, Республіка Саха. Працював у структурах МВС СРСР на керівних посадах.
З 1998 року проживає у Рівному. Захоплення фотографією стало справою життя, хоча почав фотографувати ще з 8 років фотоапаратом «Смєна», подарованим мамою.
З 1999 року — член Спілки фотохудожників України, з 2000 по 2004 роки — голова Рівненської обласної організації Національної Спілки фотохудожників України, член правління Національної Спілки фотохудожників України, заслужений художник Міжнародної Федерації фотомистецтва (EFIAP), Майстер FIAP, член Національної Спілки журналістів України, член Національної Спілки краєзнавців України, Посол Миру.
Мав персональні виставки в Україні, Румунії, Угорщині, Словаччині, Польщі, Китаї, Росії, Індії, Чехії, Італії та ін. Автор фотопроєкту «Обличчя Планети Земля» в рамках якого були проведено понад 110 персональних виставок: «Від Парижа до Сіднея. Подорожні нотатки», «Судан: спека, пісок, люди», «Діти Світу», «Краса та велич гір», «Діти для миру?», «Китайські мандри», «Сицилія плюс…», «Мандруючи світом», «Ташкент, Бухара…», «Індія. Калькутта без ретуші», «В'єтнам: нескорена земля», «В обіймах наготи», «Рівне. На межі тисячоліть», «Індія. Контрасти», «Чорнобиль: чорна биль, чорний біль», «А говорили янголів нема»,  «Війномир’я», «Чорнобиль — чорна биль, чорний біль», «Поза зоною досяжності», «Чи є крила у СМАйлика?», «Я – українка, я – мама героя», «Ренесанс образів», «Так виглядає мужнє милосердя», «Рівне. Люди. Сьогодення, 2022», «Україна у війні. Світ проти війни в Україні», «Лише Любов здатна на Перемогу, лише Любов» та інші.
Учасник та дипломант понад 250 виставок в різних країнах світу. Серед нагород на міжнародних конкурсах Gran Premio, 1, 3 Premio, Premio Traektoria (Аргентина, 2006, 2007), 1 приз (Болгарія, 2008), Гран прі (Чехія, 2009), 2 місце (Азербайджан, 2009), спеціальний приз Яворського (Росія, 2010), срібна медаль (Узбекистан, 2010), Гран прі від Leica, бронзова медаль (Аргентина, 2011, 2012), срібна медаль (Росія, 2012), Золота медель (Чехія, 2012), золота медаль Ташкентського бієнале, 2012 (Узбекистан), призи міжнародних конкурсів газети «День», переможець в номінації «Фоторобота» (премія «Хрустальный компас-2014»], Краснодар) та інші.
Брав участь в організації та як бігун і фоторепортер у міжнародних проєктах по країнах чотирьох континентів Європи, Азії, Африки та Австралії. Учасник та співорганізатор міжнародних марафонів миру «Париж — Москва — Сідней», «Москва — Йоганнесбург», «Санкт-Петербург — Севастополь», «Москва — Тбілісі», «Москва — Тбілісі — Афіни, 2004», присвяченому Олімпійським Іграм, «Бєлгород — Москва — Брест, 2005», «Москва — Казань, 2005», присвяченому 1000-літньому ювілею Казані, Дитячо-юнацьких надмарафонах по Золотому Кільцю Росії «Діти проти наркотиків» в 2001—2003 р.р., «Слов'янське Кільце, Москва — Мінськ — Київ, 2005» та інших.
Автор та видавець альбомів «Фотовернісаж на Покрову» в 2006—2022 рр., «Народні джерела», «Рівне. На межі тисячоліть», «Я люблю своє місто», «Рівненський край», «Культурна спадщина Рівненського краю», «В обіймах наготи», «150 Святинь Великої Волині», «Шляхами Великої Волині», «Моя маленька батьківщина», «Рівне. На межі тисячоліть» (видання нове, доповнене), «Я люблю своє місто, я люблю свій край», «Едельвейс. Життя вирує» (у співавторстві), «Пересопниця. Батьківщина української Першокниги», «Найкращі світлини фотографів України», «Рівне, яке було...», «У фокусі – орбіта 2616 Lesya. Фотомандрівка від Звягеля до Сурамі». 132 ст., Костянтин Бобрищев. «Моя єдина. Фотопоема про Україну», та інших.
Учасник 28 Конгресу FIAP у Китаї, Європейських Фестивалів фотоклубів у Словаччині в 2007, 2008, 2012 рр., 5-15 Інтеркемпів у Чехії, 29 Конгресу FIAP у Словаччині (2008), «ТашкентАле — 2008», Міжнародної фотографічної конференції у Калькутті (2010, 2014 рр.), 30 Конгресу FIAP у В'єтнамі, 32 Конгресу FIAP у Марокко (2019) та інших.
З 2006 організатор щорічних Міжнародних Салонів художньої фотографії «Фотовернісаж на Покрову» за участю понад 60 країн світу,, та міжнародних фотопленерів у місті та області «Рівне. На Європейських перехрестях» та інших.
Член журі національних та міжнародних фотовиставок.
Організатор та співорганізатор соціальних та благодійних проєктів у Рівному: «Діти світу», «Діти для миру?», «Подаруй можливість жити», «Жінки. Мрії», «Рівне святкове», «У мами під серцем», «Фотомайстри світу в Рівному», «Різдвяне диво», «Шукаю родину», «А говорили янголів нема», «Чи є крила у СМАйлика?» «Я українка, я - мама героя», «Ренесанс образів», «Так виглядає мужнє милосердя» та ін.
Організатор Кубку Рівного з фотомистецтва «Я люблю своє місто, я люблю свій край» з 2012 р..
З 2015 р. організатор та член журі Міжнародних конкурсів репортерської фотографії "Life Press Photo".
Гордість міста — найкращий фотохудожник (2006); Митець року, (2006);Зірка Рівного (2010).
Засновник та керівник клубу студії «Простір фото» ILFIAP 2032 Міського Будинку культури.
Засновник Музею фотографії в Рівному. Голова ГО Український Центр фотомистецтва.
Засновник студії, видавництва, школи фотографії «У фарватері істин».
Викладач фотографії в Національному університеті "Острозька Академія" та в Міжнародному гуманітарному університеті ім. академіка С. Демянчука.
Указом Президента України № 336/2016 від 19 серпня 2016 року нагороджений ювілейною медаллю «25 років незалежності України».
В березні 2020 р. присвоєно вище фотографічне звання Майстер FIAP (Міжнародна федерація фотомистецтва).
Відомий рівненський фотохудожник Олександр Харват отримав золоту медаль Міжнародного фотоконкурсу "Bardaf International Exhibition". Його світлина "Біг" наповнена своєрідним фотографічний настроєм.
У грудні 2020 року відбулася презентація фотовиставки "За межею COVID-19".

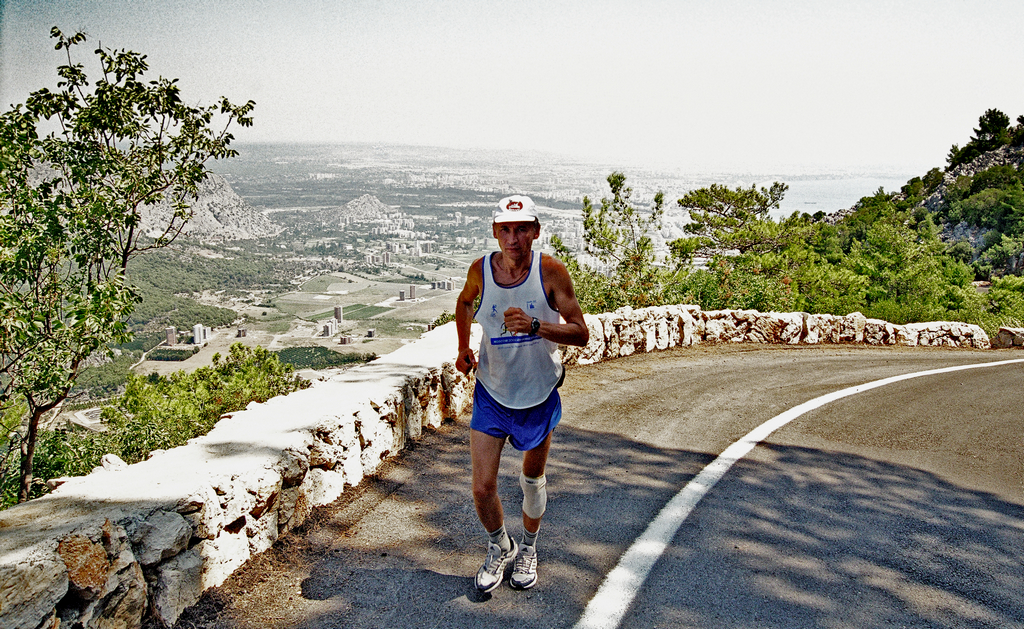
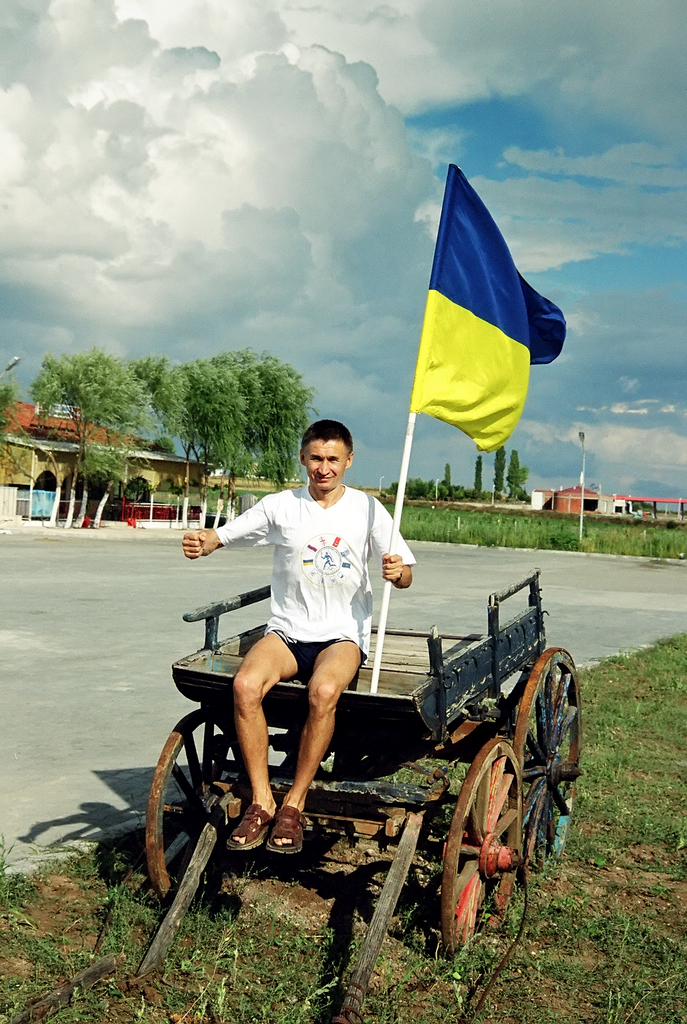
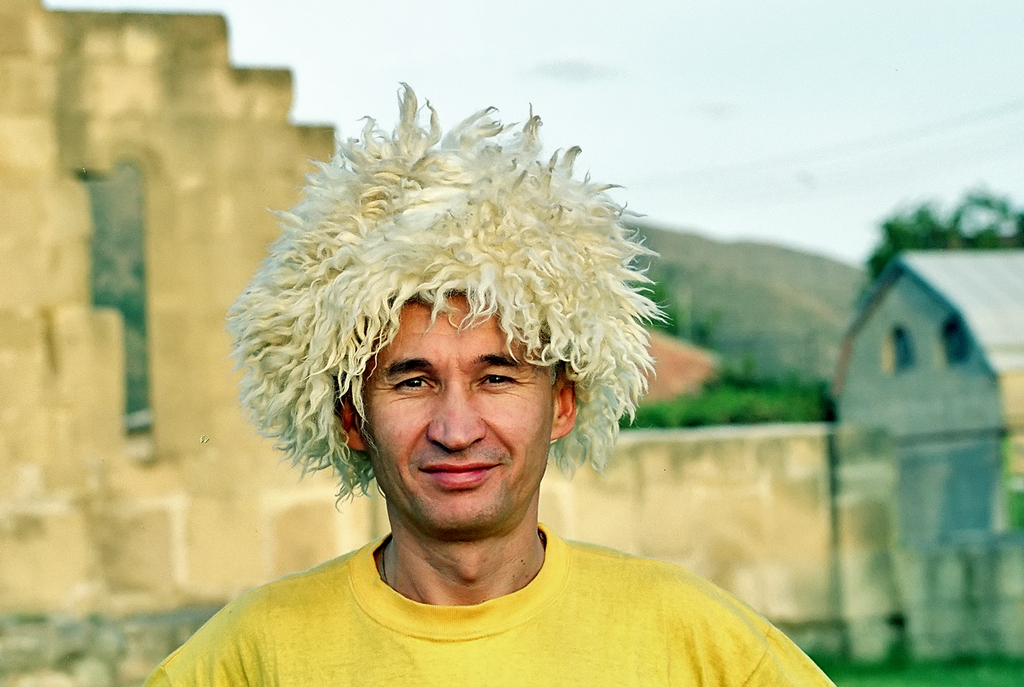